# Michael Gruber
Michael Gruber (n. 5 decembrie 1979, Schwarzach im Pongau⁠(d), Salzburg, Austria) este un sportiv ce a reprezentat Austria, medaliat olimpic. A participat la 2 ediții ale Jocurilor Olimpice (2002, 2006) în care a câștigat o medalie de aur și o medalie de bronz.